# 藍又時
藍又時（Shadya Lan，1985年1月31日—），原名黃美如，台灣女創作歌手及演員。

## 簡歷
藍又時一歲時父母離異且各自組織新家庭，因此跟外公和阿姨住在一起。後來她畢業於華岡藝校表演藝術科，曾擔任過專職歌唱老師、Keyboard老師、詞曲創作老師、歌唱老師、配唱老師、幕後合音等，在17歲時就賣了第一首歌給劉若英，那時候覺得人生還有很多時間寫歌給自己喜歡的歌手，所以就選了「時」這個字，加上繼父的姓「藍」，以「又」字做為連接詞，而取了筆名“藍又時”，並一直以此名義來創作和發片。

## 個人生活
2012年，藍又時與童恩寧結婚，後育有一個女兒。2019年，兩人簽字離婚。

## 音樂作品

### 專輯
| No. | 專輯                 | 發售日         | 收錄曲 | 備考                                   |
| --- | -------------------- | -------------- | --- | -------------------------------------- |
| 01  | 秘密                 | 2009年3月13日  | 1.秘密 2.沉默劇 3.那天 4.全世界分手 5.忘 6.瞬間 7.I pray 8.Singing 9.這麼長一段 10.詩篇91                                    | 一號創作專輯                           |
| 02  | 給我一雙能飛行的翅膀 | 2009年8月20日  | 1.為你擦淚（藍又時獨唱版） 2.為你擦淚（Demo版） 3.為你擦淚（藍又時及華語眾家歌手合唱版） 4.為你擦淚（范宗沛、黃雨勳 演奏版） | 88水災 公益關懷EP                      |
| 03  | 倫敦的愛情           | 2010年5月7日   | 1.倫敦的愛情 2.魚的淚 3.一體兩面 4.圓規 5.誰比誰 6.聽聽 7.聽我的勸 8.序 9.最懂我 10.你                                       | 二號創作專輯                           |
| 04  | 跨越-CROSSOVER       | 2013年11月16日 | 1.完全的愛 2.Alpha Omega 3.稱頌 4.愛是永不止息                                                                               | 基督教福音歌曲-藍又時、張芸京 共同創作 |
| 05  | 聽說藍又時           | 2016年12月6日  | 1.聽說聽說 2.並非擁抱 3.太傻了（韓劇<嫉妒的化身>片尾曲） 4.白紙黑字 5.其中 6.女生卡卡 7.愛不愛 8.面目全非 9.管 10.天亮說晚安 | 三號創作專輯                           |

## 演唱會

### 藍又時個人演唱會
| 日期           | 演唱會區域 | 舉行地點                                                                                 |
| 2008年         |            |                                                                                          |
| 2008年5月31日  | 臺北       | 河岸留言公館店《小河岸》                                                                 |
| 2008年9月14日  | 臺北       | 河岸留言公館店《小河岸》                                                                 |
| 2008年10月16日 | 臺北       | 河岸留言公館店《小河岸》                                                                 |
| 2008年11月13日 | 臺北       | 西門紅樓展演館《大河岸》                                                                 |
| 2009年         |            |                                                                                          |
| 2009年1月16日  | 臺北       | 河岸留言公館店《小河岸》                                                                 |
| 2009年5月17日  | 臺北       | 河岸留言公館店《小河岸》                                                                 |
| 2009年5月30日  | 臺南       | Room335                                                                                  |
| 2009年6月6日   | 臺南       | 西門紅樓展演館《大河岸》                                                                 |
| 2009年7月4日   | 臺北       | 西門紅樓展演館《大河岸》                                                                 |
| 2009年8月22日  | 臺北       | 河岸留言公館店《小河岸》                                                                 |
| 2009年9月12日  | 臺北       | 河岸留言公館店《小河岸》                                                                 |
| 2009年10月10日 | 臺北       | 西門紅樓展演館《大河岸》                                                                 |
| 2009年10月25日 | 臺北       | 河岸留言公館店《小河岸》                                                                 |
| 2009年11月28日 | 臺北       | 西門紅樓展演館《大河岸》                                                                 |
| 2009年12月10日 | 臺北       | 西門紅樓展演館《大河岸》                                                                 |
| 2009年12月19日 | 臺北       | 河岸留言公館店《小河岸》                                                                 |
| 2010年         |            |                                                                                          |
| 2010年2月26日  | 臺北       | 西門紅樓展演館《大河岸》                                                                 |
| 2010年5月15日  | 臺北       | 河岸留言公館店《小河岸》                                                                 |
| 2010年6月3日   | 臺北       | 西門紅樓展演館《大河岸》                                                                 |
| 2010年6月17日  | 臺北       | 河岸留言公館店《小河岸》                                                                 |
| 2010年7月13日  | 臺北       | 西門紅樓展演館《大河岸》                                                                 |
| 2010年8月10日  | 香港       | Backstage                                                                                |
| 2010年8月13日  | 臺北       | 西門紅樓展演館《大河岸》                                                                 |
| 2010年9月25日  | 臺北       | 西門紅樓展演館《大河岸》                                                                 |
| 2010年12月11日 | 臺北       | 河岸留言公館店《小河岸》                                                                 |
| 2011年         |            |                                                                                          |
| 2011年2月19日  | 臺北       | 西門紅樓展演館《大河岸》                                                                 |
| 2011年4月16日  | 臺北       | 西門紅樓展演館《大河岸》                                                                 |
| 2011年8月6日   | 臺北       | 西門紅樓展演館《大河岸》                                                                 |
| 2012年         |            |                                                                                          |
| 2012年2月4日   | 臺北       | 西門紅樓展演館《大河岸》 愛情[交想]曲                                                    |
| 2012年3月23日  | 臺北       | 西門紅樓展演館《大河岸》 近                                                              |
| 2012年5月6日   | 臺北       | 西門紅樓展演館《大河岸》 出發前的告白                                                    |
| 2012年12月22日 | 臺北       | 西門紅樓展演館《大河岸》 This moment，你不可置否。                                       |
| 2013年         |            |                                                                                          |
| 2013年3月16日  | 臺北       | 西門紅樓展演館《大河岸》 We All Need Love                                                |
| 2014年         |            |                                                                                          |
| 2014年1月25日  | 臺北       | 西門紅樓展演館《大河岸》 shadya 藍又時 生日音樂會                                        |
| 2016年         |            |                                                                                          |
| 2016年3月26日  | 臺北       | 西門紅樓展演館《大河岸》 ［ 還記得我嗎？］                                               |
| 2017年         |            |                                                                                          |
| 2017年1月14日  | 臺北       | 西門紅樓展演館《大河岸》《聽說藍又時》音樂會                                             |
| 2018年         |            |                                                                                          |
| 2018年4月7日   | 臺北       | 西門紅樓展演館《大河岸》張芸京&藍又時 Power's Night有插電演唱會                          |
| 2019年         |            |                                                                                          |
| 2019年6月9日   | 臺北       | 永豐Legacy Taipei 音樂展演空間 2019 Voice Up Concert 讚聲演唱會-《藍又時Still I’m here》 |

## 影视作品

### 劇集
- 2009年 戲谷麻將
- 2009年 网络偶像剧 《台中好棒》 饰 温咏歆
- 2009年 八大/台视 《桃花小妹》 饰 史朗母（客串）

## 獎項與提名
- 2010年：《第21届金曲奖》最佳新人奖提名[4]：蓝又时／蓝又时《秘密 1号创作专辑》／ 亚洲狮国际艺术股份有限公司
- 2010年：《2010年度新城國語力頒獎禮》最佳創作歌手
- 2011年：《2011中歌榜颁奖礼》创作类奖项 - 年度最佳作词奖（港台地区）提名 - 藍又時《看穿》

## 外部連結
- 藍又時的Facebook專頁
- 藍又時的Instagram帳戶
- 藍又時的新浪微博
- 藍又時 （页面存档备份，存于）的痞客幫專頁